# Рос Гелър
Рос Юстас Гелър е измислен персонаж от популярния американски телевизионен сериал Приятели, изигран от Дейвид Шуимър. Рос е умният член на групата и се откроява с шантавото си и любвеобилно поведение. Връзката му с Рейчъл Грийн е включена в списъка на списание TV Guide за най-добра екранна двойка за всички времена. В българския дублаж на bTV Рос се озвучава от Николай Николов.

## Биографични данни

### Преглед
Рос е палеонтолог и има докторантура от Колумбийския университет. Често се обръщат към него с „Д-р Рос Гелър“. Рос е влюбен в Рейчъл Грийн от гимназията, въпреки че прави клуб „Аз Мразя Рейчъл Грийн“ заедно със своя приятел Уил Кулвърт, който мрази Рейчъл, защото тя се е заяждала с него, заради неспособността му да се изразява.

### Семейство
Роден и израснал в Лонг Айлънд, Ню Йорк, Рос е по-големият брат на Моника Гелър и често е показван като любимец на родителите му. Двамата постоянно се конкурират и разказват на останалите, че като деца са играли футболен мач за Купата на Гелър на всеки Ден на благодарността. Тази традиция спира на шестата си година, след като Моника „случайно“ чупи носа на Рос.

### Кариера
Рос се готви за кариера в палеонтологията, защитава докторат и по-късно работи в Нюйоркския музей на праисторията. В шести сезон Рос твърди, че „се е отказал от кариера в баскетбола“, за да стане палеонтолог.
Рос винаги е бил обсебен от динозаврите, откакто е бил дете. В девети сезон той разказва история за период, в който си е играел и учел с играчки динозаври. Баща му не харесвал това и му казал да излезе навън и да си играе като нормално момче.
В шести сезон, Рос започва работа като професор в Нюйоркския унивеситет и предизвиква смут сред колегите си, като започва да излиза с една от студентките на име Елизабет. Впоследствие, той получава постоянен договор, въпреки че документите му са широко дискредитирани, веднъж забравя клас, отегчава студентите си и понякога пише оценки без дори да погледне работите на студентите.

### Карол Уилик
Рос се развежда с първата си жена, Карол, след седем
години брак, защото тя му разкрива, че е лесбийка и има афера със Сюзан Бънч, която среща във фитнеса. След като преодоляват проблемите около раздялата им, те започват да се разбират и делят попечитеството на сина им Бен. Рос дори постига примирение със Сюзан, след като Фийби ги кара да осъзнаят, че и двамата ще бъдат родители на сина на Рос и Карол.

### Джули
Докато е в Китай, Рос среща Джули. Когато Рейчъл разбира за любовта на Рос към нея, тя отива да му каже, че също го обича, но се оказва твърде късно. Отаначало, Рейчъл се опитва да ги раздели, но като вижда, колко много Рос обича Джули, тя се опитва да го приеме. Веднъж, когато се напива, тя оставя съобщение на секретаря на Рос, казвайки „Преодолях те.“. Когато Рос разбира, Рейчъл му казва истината за чувствата си. След дълго планиране и правене на списък на Плюсове и Минуси, Рос осъзнава, че иска да бъде с Речъл.

### Джанис
Рос има кратък флирт с Джанис в пети сезон. Фийби казва, че двамата ще имат много космати деца. Накрая Джанис го зарязва, защото той постоянно хленчи за провалените си бракове. Когато Рос в крайна сметка казва на Чандлър, той се страхува как ще реагира. За негова изненада, Чандлър се разсмива. Все пак това е, защото Чандлър тайно излиза със сестрата на Рос, Моника.

### Чарли
Чарли излиза с Джоуи, докато не започва да се среща с Рос. Тя е палеонтолог и къса с Джоуи, защото има повече общи неща с Рос. По-късно двамата се разделят, защото тя започва връзка с бившето си гадже.

### Фийби
В „Епизодът с ретроспекцията“ се разкрива, че Рос и Фийби почти правят секс и вероятно са щяли да го направят, ако не си бе заклещил крака в дупка на снукър маса.

### Рейчъл Грийн
Рейчъл е най-значимата връзка на Рос. За повече информация, виж Рейчъл Грийн.

### Емили Уолтам
В сезон четири, Рос се влюбва и се жени за английската си приятелка Емили Уолтам в Лондон. На сватбата, обаче, Рос произнася името на Рейчъл по време на обета. Това води до раздялата им. Рос опитва да се помири с Емили, но тя настоява той да прекъсне всякакви контакти с Рейчъл. Когато Рос не отстъпва, те се развеждат.
|  | Тази страница частично или изцяло представлява превод на страницата Ross Geller в Уикипедия на английски. Оригиналният текст, както и този превод, са защитени от Лиценза „Криейтив Комънс – Признание – Споделяне на споделеното“, а за съдържание, създадено преди юни 2009 година – от Лиценза за свободна документация на ГНУ. Прегледайте историята на редакциите на оригиналната страница, както и на преводната страница, за да видите списъка на съавторите. ВАЖНО: Този шаблон се отнася единствено до авторските права върху съдържанието на статията. Добавянето му не отменя изискването да се посочват конкретни източници на твърденията, които да бъдат благонадеждни. |